# Vlach jog

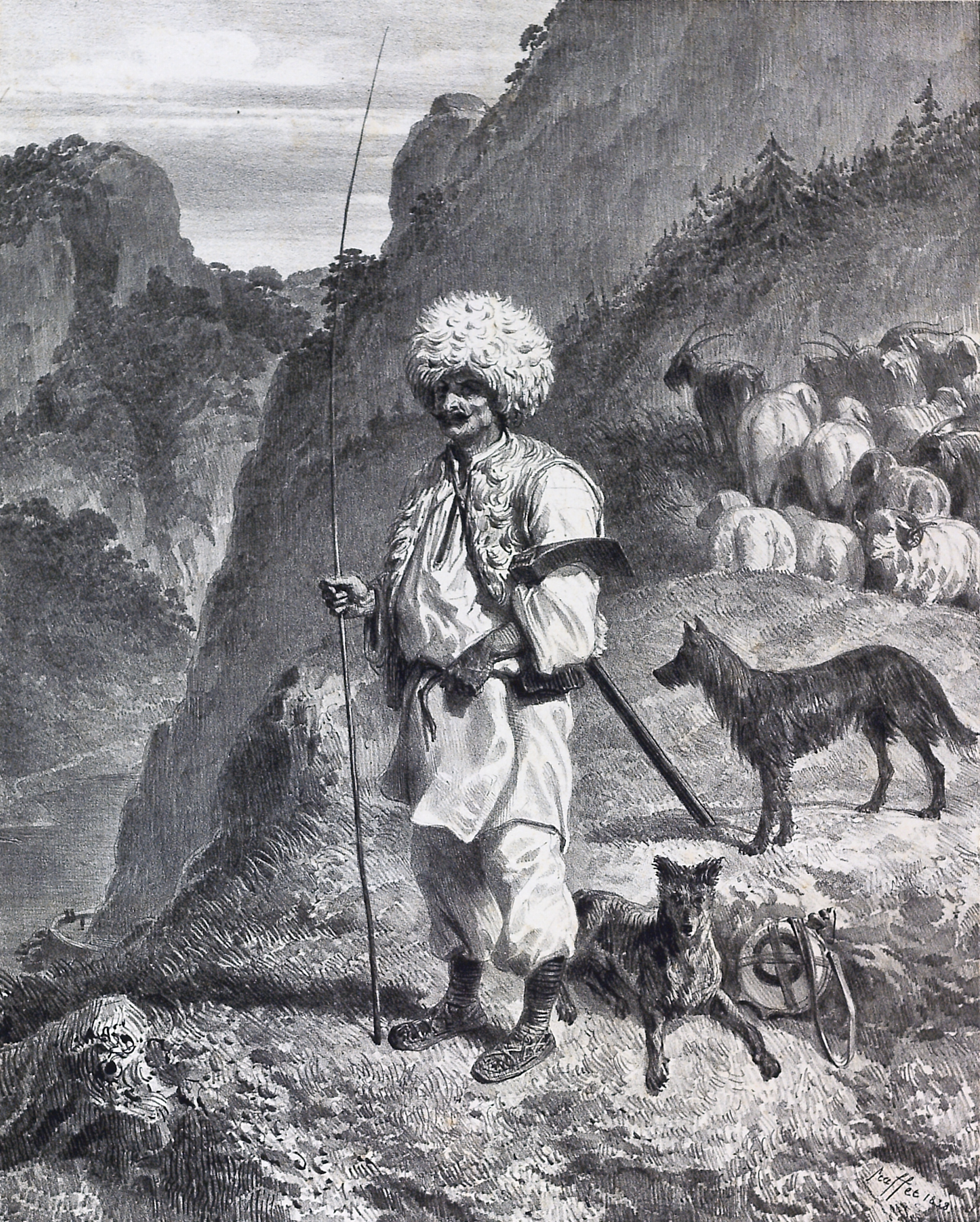
Vlach pásztor a hegyi legelőn

A vlach jog (ius valachicum) a kétlegelős (transzhumáló) pásztorkodást folytató közép-európai és balkáni népek életmódját és gazdálkodását szabályozó jogok összessége volt. Lényeges elemei az adózási módban és a juhötvenedben nyilvánultak meg. Ez a jog nevével ellentétben nem csak a románokat (régi nevükön vlachokat), hanem más népeket, Magyarországon főként a ruszinokat illette meg. Később éltek vele más népek is, így szlovákok, lengyelek, horvátok és magyarok is az idegenek beköltözésének kedvező, szabadabb vlach jog szerint. A vlach jog szorosan a kenéz intézményéhez kapcsolódik. I. Lajos magyar király egy 1350-ben kelt oklevelének szövege szerint: "remélvén, hogy az ő szorgos gondoskodásuk által vlach falvaink sok lakost nyernek, adjuk a kenézséget". Volt olyan kenézség, amelyhez 300 család tartozott, de olyan is, amelyben alig volt négy-öt család.

## Története
A transzhumáló életmódot folytató népesség először a románok körében alakult ki – innen kapta a vlach elnevezést is. A vlachok olyan juh-, ló-, disznó- és kecskefajtákat tartottak, amelyek jól tűrték a zord hegyi legelők hideg éghajlatát. Kezdetben a már meglevő falvak környékén telepedtek meg, a 14. század derekától azonban már önálló településeket is alapítottak. Ezeknek a népeknek saját jogszokásuk volt, amelynek alapját a földesúrnak évente meghatározott számú állat adásának kötelezettsége képezte. Ezt az életmódot a 14. századtól átvette a mai Kárpátalja ruszin lakosságának egy része is.
A vlach jogú falvak Magyarországon a 13. és 16. század között keletkeztek. A kenézek betelepítő tevékenysége révén először Erdélyben jöttek létre, majd az ország más részein is, elsősorban a hegyvidékkel borított területeken, főként a Felvidéken. A mai Szlovákia területe benépesülésének egyik lényeges eleme volt az északi, nehezen művelhető hegyvidék betelepítése. A hegyvidéken élő pásztorok számos elemmel gazdagították a környező népek kultúráját, ezek a szokások sok helyen egészen a 20. századig fennmaradtak. A nagy nyájakban történő állattartással kapcsolatos sajátos kifejezéseket vezettek be. Specialistái voltak a különböző tejtermékek előállításának, melyeket részben értékesítettek is. Kultúrájukhoz kötődtek a jellegzetes pásztorépítmények, a hegyvidéki viselet, csont- és fafaragások és a bőrművesség. Hatással voltak a helyi népviselet és népzene fejlődésére is.
A vlach települések léte szorosan kötődött az ún. „vlach joghoz”. Ez szabályozta a vlachok és azon földek tulajdonosai közötti viszonyokat, amelyeken éltek és/vagy tevékenykedtek. A legrégibb erre vonatkozó dokumentumok a 14. századból maradtak fenn, de nincsenek adatok a vlach jog eredetéről. Annyi ismeretes, hogy mindenütt alkalmazták, ahol vlachok éltek, és régióktól függően eltérő elemei is voltak, de mindenütt három fő elem jellemezte:
- A vlachoknak joguk volt szabadon mozogni és fegyvert viselni, néhol vadászni is.
- Nem voltak kötelesek, vagy csak minimális mértékben, a föld tulajdonosának robotolni. Az állattartás termékeivel vagy pénzzel adóztak neki.
- Országoktól függő formákban katonai kötelezettségeik voltak.
- A vlachjogú falvak terményük tizedével megválthatták országos közmunka kötelezettségüket.
- A lakosság királyi ötveneddel adózott állatállományából.

Egy vlach jogra vonatkozó dokumentum 1474. március 31-én, Rózsahegyen keltezett, és Mátyás király pecsétjével ellátott levél. Ebben egy vlach küldöttség kérésére a király megerősítette a vlachok hagyományos jogait, de ugyanakkor kötelezettségeit is. Ezek szerint az anyagi kötelezettségeken kívül azzal is tartoztak, hogy – mivel fegyvert viselhettek – védjék az utakat a rablóktól, az utasoknak biztosítsanak fegyveres védelmet annak a nemesnek a parancsára, aki birtokán élnek, és szükség esetén harcosokként álljanak a rendelkezésére annyi napra, amennyire megköveteli.
A vlach jog alapja lett a hegyi települések létrehozásának általában, etnikumtól függetlenül, majd a határokat védő nem csak hegyi katonai településekének is.
Már a Balkánon létrejött a vlachoknál a kenézség intézménye. A vlach jogon betelepített lakosság bírája és vezetője a kenéz, vagy annak örököse volt. A település lakói termékekkel tartoztak nekik, és a kenézségi jog osztható, eladható és örökölhető volt. Helyzetüknek köszönhetően a vlachok tehetősebb és előkelőbb rétegévé váltak. Galíciában kedvező anyagi helyzetük és tudásuk képessé tette őket új települések szervezésére, de azt is elérték például, hogy helyi ortodox templomokban családjaik egyes tagjaiból papok legyenek. A kenéz felett a királyi tisztek törvényszéke állt és a vitás ügyekben ez ítélkezett. A betelepítettekre kirótt bírságok összegének egyharmada a kenézt illette meg, kétharmadát pedig a vlachjogú falvak a maguk hasznára fordíthatták.
A Nyugat-Balkánon a vlachok társadalmának alapegysége a katun volt, amely több tucat, főleg egymással rokonsági viszonyban álló háztartásból tevődött össze. A szó a modern román nyelvben is megtalálható cătun formában, jelentése falucska. Ezt egy katunar-nak nevezett idősebb ember vezette. Többek között neki kellett biztosítania katonák állítását a katun-ból és vezetni őket a harcokban. Több katunar önkormányzati szervet alkotott. Egy ilyen egység élére a helyi uralkodó nevezett ki a katunar-ok közül kenézt, aki biztosította a katun-csoport és az uralkodó közötti kapcsolatot, és bíráskodott is az egység tagjai fölött. Az uralkodó vajdát is kinevezett a katunar-ok közül egy nagyobb vlach csoport élére.

## A vlach jog megjelenése a magyar oklevelekben
1276. május 8. után IV. László király a gyulafehérvári káptalannak megengedi, hogy Fülesd és Enyed nevű, a püspöki földektől elkülönített birtokai határára 60 román háznépet (mansiones) telepíthessen és ezek mentesüljenek mindenféle királyi adótól, ötvenedtől, tizedtől.
1292. június 16. III. András király, hűségére és különösképpen az Albert osztrák herceg elleni hadjárat során tett szolgálataira való tekintettel, megengedi Akus nembeli Gurk fia: Sándornak, hogy Illye, Szád és Fenes nevű, örökjogon birtokolt földjeire románokat (Olacos) telepítsen, akiknek collecta-ja és egyéb kötelezettségei (debitum) szintén neki maradjanak. — Az oklevél Teodor magister fehérvári prépost, alkancellár keze által kelt.
1293. november 7. III. András király megerősíti unokatestvérének, néhai IV. László királynak a gyulajfehérvári káptalan javára tett korábbi engedményét (342. számú oklevél), hogy a püspöki birtokoktól különválasztott Dalya, Ompaycza, Fylesd és Enugd nevű földjén 60 háznép románt (mansiones Olacorum) minden adótól és szolgáltatástól mentesen tarthasson, jóllehet ezt megelőzően a bárók tanácsára elrendelte, hogy a nemesek és mások birtokain tartózkodó összes román lakost vigyék vissza, akár erővel is, a Scekes nevű királyi prédiumra. Ezeket a románokat egyetlen királyi adószedő se kényszerítse adó, dézsma vagy ötvened fizetésére. - A kettőspecséttel megerősített oklevél Teodor fehérvári prépost, alkancellár keze által kelt.